# Single Ladies (Put a Ring on It)
«Single Ladies (Put a Ring on It)» —castellano: «Damas solteras (Pon un anillo)»— es una canción interpretada por la cantante y compositora estadounidense Beyoncé, incluida en su tercer álbum de estudio, I Am... Sasha Fierce. Fue producida por Tricky y The-Dream, y lanzada alrededor del mundo por el sello Columbia —durante el último cuarto del año 2008— como el segundo sencillo de I Am... Sasha Fierce, el tercer álbum de estudio de la cantante. El videoclip oficial ha sido reproducido más de 700 000 000 millones de veces en YouTube y ha sido parodiado por —entre otros— artistas de la talla de Justin Timberlake, Joe Jonas de Jonas Brothers, Úrsula Corberó y el humorista español José Mota (como el personaje de La Blasa).
Según Nielsen SoundScan, hasta octubre de 2012, «Single Ladies (Put a Ring on It)» vendió 5 000 000 de descargas en Estados Unidos, donde se convirtió en el sencillo más vendido de Beyoncé. Entre los meses de noviembre de 2008 y de 2009, "Single Ladies (Put a Ring on It)" vendió más de 6,1 millones de descargas digitales alrededor del mundo, las cuales le alzaron como el séptimo sencillo más vendido digitalmente en aquel período a nivel mundial. «Single Ladies (Put a Ring on It)» ganó en 2010 el premio Grammy a la canción del año.

## Video musical

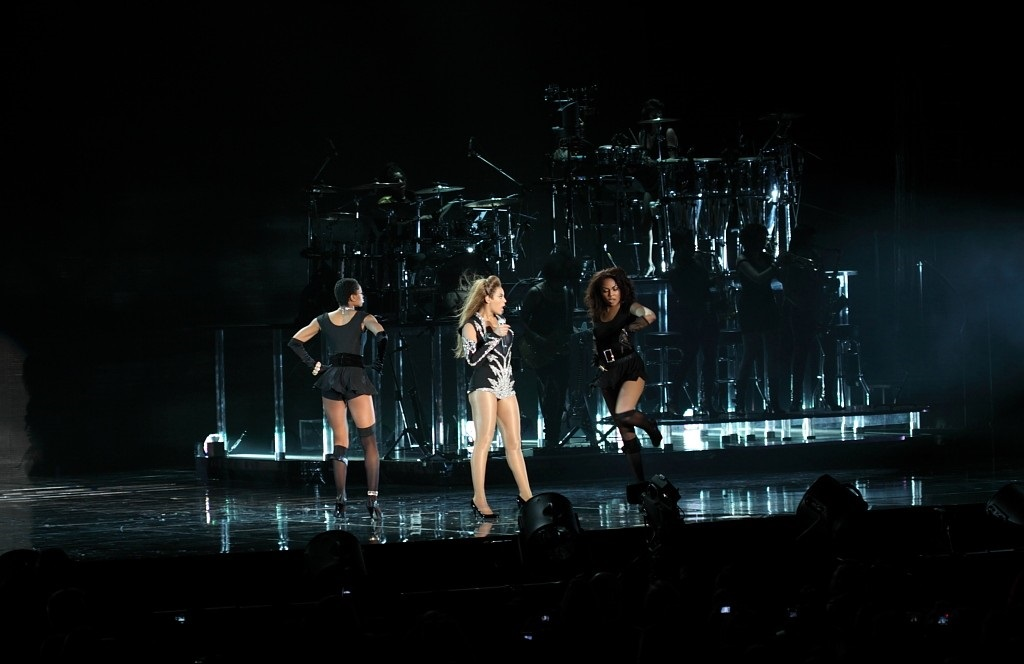
Beyoncé interpretando single ladies durante I Am... Tour.

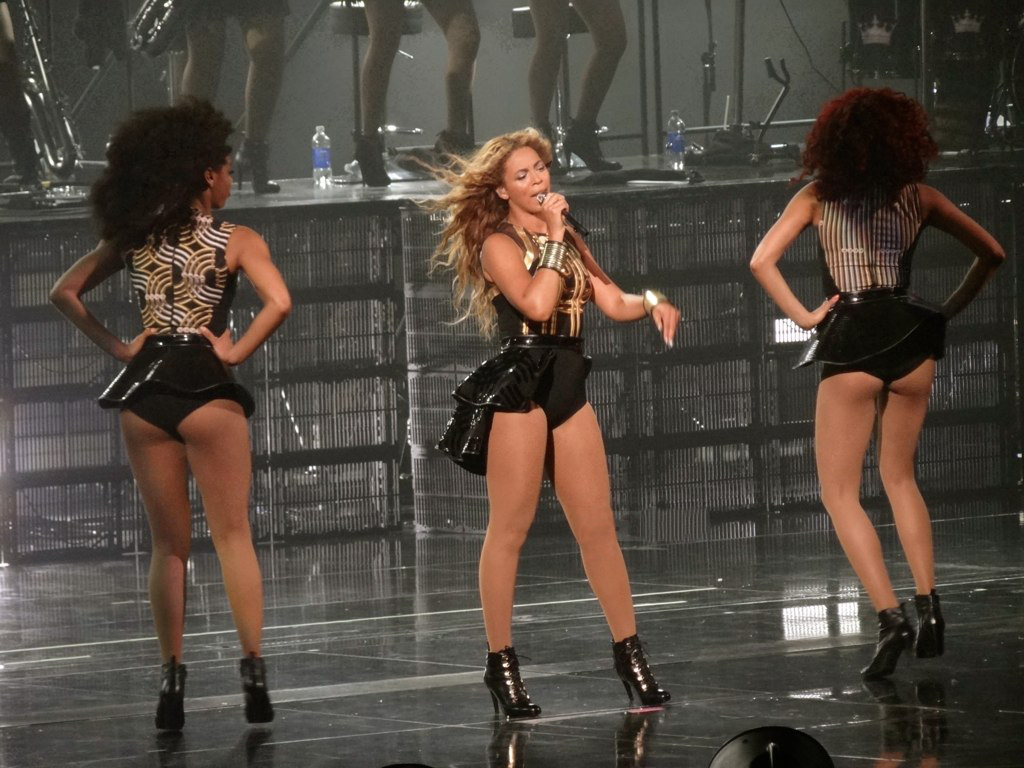
Beyoncé interpretando single ladies durante The Mrs. Carter Show World Tour.

Grabado en un estudio de Brooklyn. Al igual que el video de "If I Were a Boy", el video musical de "Single Ladies (Put a Ring on It)" está rodado en blanco y negro, y fue dirigido por Jake Nava, con quien había trabajado con Knowles en sus anteriores vídeos musicales. Coreografiado por JaQuel Knight, Knowles denota un característico alter ego. Se muestra con un leotardo asimétrico y tacos altos y acompañada de dos bailarinas (Ebony Williams y Ashley Everett) que la imitan al ritmo de la música. El vídeo se caracteriza por su sencillez. El decorado detrás de Beyoncé y las dos bailarinas es blanco, cosa que hace que se destaque sobre todo la compleja coreografía. Según dijo la propia Beyoncé en una entrevista, la rutina de baile (tres bailarinas en un fondo sencillo) está copiada de una coreografía de Bob Fosse, director de teatro y coreógrafo estadounidense de los años cincuenta. Es una reminiscencia de la rutinas de baile asociadas con el jazz, el tap, el hip hop, y j-setting, un extravagante estilo de baile en muchos prominentes en los clubes gais afroestadounidenses en Atlanta. Al final del vídeo, Beyoncé muestra su anillo que esta engarzado sobre un esplendoroso guante de acero.
El video musical se estrenó junto con el vídeo de "If I Were a Boy", también dirigida por Nava, en la MTV 's TRL. El video fue distribuido a los principales puntos de venta el 13 de octubre de 2008.
También ha sido parodiado por Justin Timberlake, Andy Samberg y Bobby Moynihan en el programa humorístico Saturday Night Live y por Joe Jonas.
Varios meses después de su estreno, el video musical de "Single Ladies (Put a Ring on It)" fue nominado en nueve categorías de los MTV Video Music Awards 2009, del cual ganó 3 premios, Video Del Año (el más importante de los premios), Mejor Coreografía y Mejor Edición. Dos meses más tarde Single Ladies volvió a ganar el premio Video Del Año en los MTV EMA.

## Impacto cultural

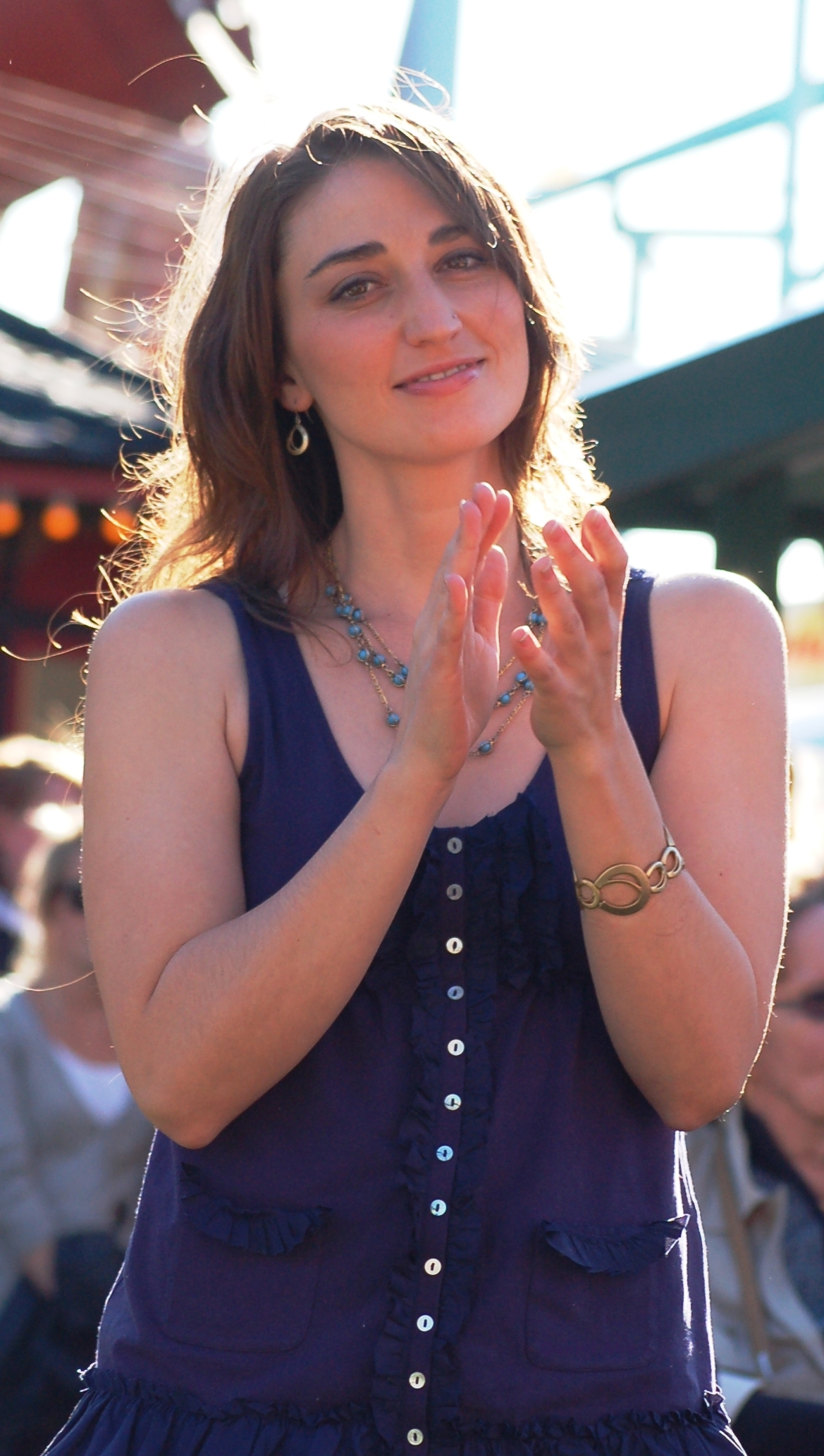
Sara Bareilles, artista que versionó "Single Ladies".

También The Chipettes cantaron esta canción en Alvin and the Chipmunks: The Squeakquel se convirtió en un éxito internacional y en 2009 ganó un Grammy por la ingeniería.
En el primer semestre de 2010 el tema forma parte de la banda sonora de la película Sex & the City la película 2, donde es interpretado por Liza Minnelli, quien además ejecuta parte de la coreografía.
Fue utilizado en Glee, pero solo lo bailaron, no lo cantaron. Excepto, en Glee Live!, fue cantada en los conciertos por Chris Colfer.
Sobre el video existe la falsa creencia de que una de las bailarinas que acompañan a Beyoncé es el coreógrafo Jaquel Knight aunque en realidad son las mencionadas Ebony Williams y Ashley Everett.

## Listas musicales de canciones
| América        |                   |    |
| Canadá         | Canadian Hot 100  | 2  |
| Colombia       | Colombia Top 100  | 6  |
| Perú           | Peru top 100      | 1  |
| Estados Unidos | Billboard Hot 100 | 1  |
| Asia           |                   |    |
| Japón          | Japan Hot 100     | 75 |
| Europa         |                   |    |
| Bélgica        | Top 50 Singles    | 11 |
| Dinamarca      | Top 40 Singles    | 21 |
| España         | Top 50 Singles    | 10 |
| Europa         | Hot 100 Singles   | 20 |
| Irlanda        | Top 50 Singles    | 4  |
| Italia         | Top 20 Singles    | 10 |
| Noruega        | Top 20 Singles    | 19 |
| Países Bajos   | Top 100 Singles   | 12 |
| Reino Unido    | Top 75 Singles    | 7  |
| Suecia         | Top 60 Singles    | 50 |
| Suiza          | Top 100 Singles   | 40 |
| Oceanía        |                   |    |
| Australia      | Top 50 Singles    | 5  |
| Nueva Zelanda  | Top 40 Singles    | 2  |

| Predecesor: "Live Your Life" de T.I. con Rihanna | Billboard Hot 100 — Sencillo N° 1 13 de diciembre de 2008 — 19 de diciembre de 2008 | Sucesor: "Live Your Life" de T.I. con Rihanna        |
| Predecesor: "Live Your Life" de T.I. con Rihanna | Billboard Hot 100 — Sencillo N° 1 27 de diciembre de 2008 — 16 de enero de 2009     | Sucesor: "Just Dance" de Lady Gaga con Colby O'Donis |

## Certificaciones
| País           | Proveedor | Año  | Discográfica | Certificación | Tipo     | Ventas certificadas |
| -------------- | --------- | ---- | ------------ | ------------- | -------- | ------------------- |
| América        |           |      |              |               |          |                     |
| Estados Unidos | RIAA      | 2009 | Columbia     | 4x Platino    | Digital  | 4 000               |
| Estados Unidos | RIAA      | 2009 | Columbia     | Platino       | Físico   | 1 000               |
| México         | AMPROFON  | 2012 | Sony Music   | Oro           | Físico   | 30 000              |
| Oceanía        |           |      |              |               |          |                     |
| Australia      | ARIA      | 2009 | SME          | 5x Platino    | Sencillo | 350 000             |
| Nueva Zelanda  | RIANZ     | 2009 | Universal    | Platino       | Sencillo | 15 000              |